# Circunscripción (taxonomía)
Quizás esté buscando: Circunferencia circunscrita
En Taxonomía Biológica, una circunscripción es la delimitación del grupo de organismos que conforma el taxón según los atributos que separan los individuos que pertenecen a él de todos los demás individuos, en la opinión de un autor. Los taxónomos diferencian esta forma de delimitar los taxones por atributos (por atributos del organismo) de la delimitación o circunscripción por extensión, que es la enumeración de todos los organismos que pertenecen a un taxón. La enumeración de todos los subtaxones que pertenecen al taxón es una delimitación por extensión si es que estos están delimitados a su vez por la enumeración de los organismos que los componen. La misma es una circunscripción si los subtaxones están delimitados por sus atributos. La enumeración de los subtaxones que componen un taxón, sin más aclaraciones, y si los subtaxones están nombrados formalmente (bajo las reglas del Código en uso para ese taxón), hace referencia a que el taxón contiene en su composición de organismos al menos a los organismos "tipo" de cada subtaxón (tácitamente el límite exterior del taxón suelen ser los "tipos" de otros taxones descriptos en la misma publicación, o no mencionados pero preexistentes, aunque sin registro central el autor puede dejar alguno sin consideración); si los subtaxones están nombrados formalmente, esto significa que a su vez según al menos un autor, contienen organismos de referencia y una circunscripción (por atributos). También los autores diferencian la delimitación del taxón por atributos o por extensión, del concepto de taxón o concepto taxonómico, el concepto que justifica la creación del taxón según un autor. 
Por ejemplo el "concepto taxonómico" de una especie podría ser la capacidad de hibridar y dar descendencia fértil con el organismo "tipo" de los organismos que la componen. El "taxón" de esa especie, que tendría en su composición de organismos los mismos que el concepto taxonómico, la circunscribiría (por atributos). El "taxón nominal" de la especie según el Código en uso para ese taxón es el organismo "tipo" de la especie (si hay más de uno nombrado como "tipo", el más antiguo) que fue asociado a un "nombre" formal en una publicación que cumplió todas las reglas del Código para establecer ese nombre, lo que le daría un "nombre" y un "tipo" a la especie.
El término "definición" en Taxonomía es utilizado muy variadamente por diferentes autores.
Los Códigos de Nomenclatura solamente permiten establecer un nuevo nombre de taxón si este está delimitado por una circunscripción en forma de caracteres escritos en palabras. Bajo esos Códigos, una circunscripción está ligada al autor que la publicó y autores subsiguientes pueden modificarla, en base de nuevas líneas de evidencia que ajustan la hipótesis de taxón, o por cambiar el método de delimitación para la misma composición de organismos, o debido a diferencias en sus "filosofías taxonómicas" que requieren conceptos de taxón diferentes para el mismo taxón nominal. Una circunscripción diferente de la del autor original se suele indicar con el conector sensu, por ejemplo Arenaria sensu McNeill (1962).
Un objetivo promulgado de la Taxonomía es proveer a los usuarios finales de un único sistema de clasificación “natural” (con taxones que delimitan conceptos taxonómicos "naturales"), consensuado, del cual obtener una circunscripción estable en el tiempo y entre autores para cada grupo taxonómico. Para ello los taxónomos deben todavía acordar en los criterios para construir el sistema de clasificación (véase Escuelas de la Sistemática) y tomar datos de muchas líneas de evidencia para ofrecer una hipótesis de árbol filogenético robusta de la que extraer los conceptos taxonómicos que puedan definir taxones con circunscripciones estables. (pero ver discusión en el apartado La Crisis de Biodiversidad del artículo Taxonomía)
Un ejemplo de grupo taxonómico con circunscripción inestable es Anacardiaceae, una familia de fanerógamas. Algunos expertos favorecen la circunscripción en donde esa familia incluye a las subfamilias Cassuvieae, Spodiaceae,  Spondiaceae (donde otros expertos segregan en otras familias: Cassuviaceae, Spodiadaceae,  Spondiadaceae), y excluyendo a las familias segregantes: Blepharocaryaceae, Julianaceae, Pistaciaceae,  Podoaceae.